# Laurin & Klement 300

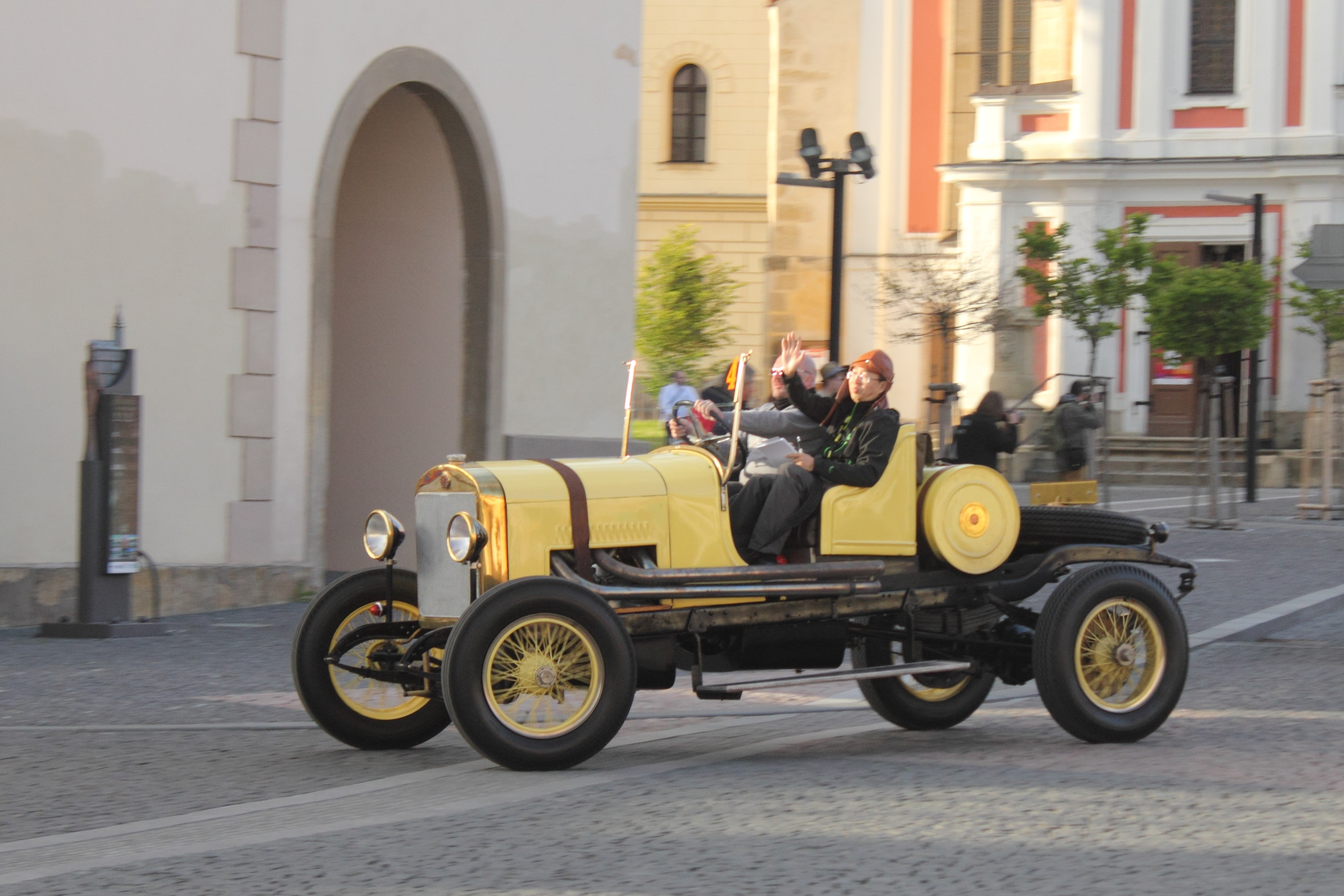

Der Laurin & Klement 300 ist ein Pkw-Modell. Laurin & Klement brachte es 1917 mit einem großvolumigen Vierzylinder-Reihenmotor auf den Markt.

## Technik
Der Motor hatte vier Zylinder und einen Hubraum von 4713 cm³ bei einem Hub von 150 mm und einer Bohrung von 100 mm. Er leistete 50 PS (37 kW). Das Kraftstoff-Luft-Gemisch wurde mit einem Zenith-Vergaser aufbereitet. Zur Übertragung der Antriebsleistung auf die Hinterachse hatte der Wagen ein Vierganggetriebe und eine Kardanwelle, auf die auch die Handbremse wirkte. Das Fahrwerk bestand aus einem stabilen Stahlleiterrahmen, auf dem die Karosserie aufgebaut war, und zwei an Blattfedern aufgehängten Starrachsen. Das Fahrgestell wog zwischen 1000 und 1200 kg. Die Höchstgeschwindigkeit des Wagens betrug etwa 80 bis 90 km/h. Der Verbrauch bei einer Reisegeschwindigkeit von 60 km/h lag zwischen 25 und 30 Litern auf 100 km.
1974 konnte Skoda ein Fahrzeug kaufen. Seitdem steht es dem Škoda Muzeum zur Verfügung und wird für Ausstellungen und Ausfahrten genutzt.

## Produktionszahlen
Von 1917 bis 1923 wurden 657 Fahrzeuge gebaut.
Die Angaben zu einzelnen Jahrgängen sind den verschiedenen Quellen nach uneindeutig.
Der Produktionsschwerpunkt lag in den ersten Jahren und nahm danach deutlich ab.
| Jahr  | Anzahl  |
| ----- | ------- |
| 1917  | ca. 100 |
| 1918  | ca. 90  |
| 1919  | ca. 130 |
| 1920  | ca. 120 |
| 1921  | ca. 90  |
| 1922  | ca. 80  |
| 1923  | ca. 47  |
| Summe | 657     |